# Rinografia
Rinografia é uma radiografia da cavidade nasal.